# Región de Vardar
La Región de Vardar es una de las ocho regiones estadísticas de Macedonia del Norte. Internamente limita con la Región de Pelagonia, la Región de Skopie, la Región del Este y con la Región del Sudeste. Comparte límites internacionales con la República Helénica.

## Municipios
La región posee siete municipios:
- Municipio de Čaška
- Municipio de Demir Kapija
- Municipio de Gradsko
- Municipio de Kavadarci
- Municipio de Negotino
- Municipio de Rosoman
- Municipio de Veles